# Басет (Арканзас)
Басет (енгл. Bassett) град је у америчкој савезној држави Арканзас.

## Демографија
По попису из 2010. године број становника је 173, што је 5 (3,0%) становника више него 2000. године.
| Група             | 2000.       | 2010.       |
| Белци             | 165 (98,2%) | 156 (90,2%) |
| Афроамериканци    | 0 (0,0%)    | 14 (8,1%)   |
| Азијати           | 0 (0,0%)    | 0 (0,0%)    |
| Хиспаноамериканци | 1 (0,6%)    | 3 (1,7%)    |
| Укупно            | 168         | 173         |